# Conexionismo
Conexionismo é um conjunto de técnicas de diferentes campos, como inteligência artificial, psicologia cognitiva, ciências cognitivas, neurociência e filosofia da mente, que modelam fenômenos mentais e de comportamento.Existem várias formas de conexionismo,  sendo as mais comuns as que utilizam modelos de redes neurais.

## Princípios básicos
O princípio fundamental do conexionismo é que fenômenos mentais podem ser descritos como a interconexão de redes que possuam unidades uniformes e simples. A forma de conexão e as unidades variam de modelo para modelo. Por exemplo, as unidades podem ser representada como neurônios e as conexões como sendo sinapses, como no cérebro humano.

### Ativação
A ativação é usada em muitos modelos conexionistas, e pode ser descrita como um valor numérico que representa algum aspecto de uma unidade. Por exemplo, se a unidade no modelo utilizado for o neurônio, a ativação pode representar a probabilidade deste neurônio gerar um potencial de ação.

### Redes neurais
É o método conexionista mais utilizado atualmente. Apesar de existirem muitas variedades de redes neurais, dois princípios são largamente utilizados:
1. Qualquer estado mental pode ser descrito como um vetor de dimensão N de ativações numéricas sobre unidades neurais em uma rede
2. A memória é criada pela modificação da força entre unidades neurais.

### Realidade biológica
Modelos conexionistas não precisam necessariamente ser biologicamente reais, mas alguns pesquisadores tentam modelar os aspectos biológicos de redes neurais naturais.

### Aprendizado
As interconexões recebem um valor ("peso") ajustado com base em teorias de aprendizado ou algoritmos de aprendizado.